# Хаджар-Ким
'Аджар-'Им, мальт. Ħaġar Qim, букв. «стоячие камни (для) поклонения» — мегалитический храмовый комплекс на острове Мальта. Относится к фазе Джгантия мальтийской древней истории (3600-3200 гг. до н. э.). Является наиболее крупным из мегалитических храмов Мальты, что обусловлено его неоднократным за время своего существования расширением за счёт дополнительных сооружений и пристроек.
Строители 'Аджар-'Има использовали коралловый известняк. Поскольку данный материал достаточно мягок, храм сильно пострадал от эрозии за тысячелетия своего существования.
На фасаде храма расположен трилитный (выполненный из 3 плит) вход, наружная скамейка и ортостаты. Перед храмом расположен широкий двор с оградительной стеной. Проход ведёт в середину здания. Такая конструкция напоминает планировку и других мегалитических храмов Мальты. Отдельный вход ведёт в четыре отдельных пристройки, построенные вместо северо-западного апсида.

## Галерея изображений
- 'Аджар-'Им
- Вход в 'Аджар-'Им
- Подробный вид двери в камеру
- Украшения храма
- Южная стена храма 'Аджар-'Им
- Фигурка "Венеры", найденная в окрестностях
- Интерьер
- План храмов